# Filippo Bernardini
Filippo Bernardini (* 11. November 1884 in Ussita, Provinz Macerata, Italien; † 26. August 1954 in Rom) war ein Kurienerzbischof der römisch-katholischen Kirche.

## Leben
Filippo Bernardini empfing am 12. März 1910 das Sakrament der Priesterweihe.
Am 13. März 1933 ernannte ihn Papst Pius XI. zum Titularerzbischof von Antiochia in Pisidien und bestellte ihn zum Apostolischen Delegaten in Australien. Der Präfekt der Kongregation De Propaganda Fide, Pietro Kardinal Fumasoni Biondi, spendete ihm am 21. Mai desselben Jahres die Bischofsweihe; Mitkonsekratoren waren Kurienerzbischof Giuseppe Pizzardo, und der Sekretär der Kongregation für die Glaubensverbreitung, Kurienerzbischof Carlo Salotti.
Pius XI. bestellte ihn am 10. Oktober 1935 zum Apostolischen Nuntius in der Schweiz. Am 15. Januar 1953 wurde Bernardini Sekretär der Kongregation für die Evangelisierung der Völker.